# Лема Шепарда
Лема Шепарда — в мікроекономіці (теорія споживання) визначає зв'язок функції витрат і гіксового попиту. Сформулював Рональд Шепард 1953 року.

## Формулювання
Нехай функція корисності {\displaystyle u(x)} двічі неперервно диференційовна, має властивості локальної ненасичуваності і сильної квазіугнутості. Ціна {\displaystyle p} і дохід {\displaystyle R} споживача вважаються додатними. Нехай також розв'язок двоїстої задачі споживача внутрішній. Тоді виконується
{\displaystyle h(p,x)={\frac {\partial e(p,x)}{\partial p}}}
де {\displaystyle h(p,x)} — попит Гікса (розв'язок двоїстої задачі споживача;
{\displaystyle e(p,x)} — функція витрат.